# Dirk Braeckman
 (août 2021).
Si vous disposez d'ouvrages ou d'articles de référence ou si vous connaissez des sites web de qualité traitant du thème abordé ici, merci de compléter l'article en donnant les références utiles à sa vérifiabilité et en les liant à la section « Notes et références ».
Dirk Braeckman, né à Eeklo en 1958, est un photographe belge. Il vit et travaille à Gand.
Ses œuvres, pour la plupart des photographies en noir et blanc, se caractérisent par la prédominance du gris.
Plusieurs prix lui ont été décernés, entre autres celui de la jeune photographie européenne en 1990, le prix culture de l'université de Louvain  et celui de la culture pour les arts plastiques de la Communauté flamande en 2002.
De 1998 à 2002 il a été lector au Nationaal Hoger Instituut voor Schone Kunsten d’Anvers et depuis 2002 il est gast lector à l’Académie royale des beaux-arts de Gand.

## Biographie

### Sa jeunesse
Braeckman entre en contact avec la photographie lors des « grandes » cérémonies : mariages, et autres fêtes de famille. Dans sa jeunesse, il se lie d'amitié avec un jeune peintre, Willy Pauwels. Les deux amis sont passionnés pour l’art et à la mort prématurée de son ami, Braeckman se tourne vers la peinture.

### L'Académie
De 1977 à 1981, il étudie la peinture et la photographie à l'Académie royale des beaux-arts de Gand. Il veut maitriser et  comprendre le médium de l’appareil photographique afin de pouvoir l'utiliser en peinture.
Fils de commerçant, et ne sachant pas quoi faire à la fin de ses  études, il ouvre un studio photographique.

### XYZ
En 1982, la galerie/studio XYZ et le magazine du même nom voient le jour à Anvers sous la houlette de Braeckman et son compagnon et ami d'étude Carl De Keyzer. Le nom de ce studio est inspiré de celui du cinéma pornographique ABC situé juste à côté.
Bien que leurs ambitions ne soient pas d'ordre commercial, ils se voient contraints, pour gagner de l'argent, à faire des reportages et des portraits, notamment de prostituées des bordels avoisinants (Crazy Horse, Maxime...)  qui désiraient une photo à mettre en  vitrine.
Mais la véritable aventure se déroule dans la chambre noire où Braeckman se met à jouer avec la lumière et expérimente des substances chimiques, cherchant à rajouter une dimension à ses photos. Il devient le photographe « rock’n’roll » de l'époque, mais est à la recherche d'autre chose.
Le studio ferme ses portes en 1989.

### New York
Après l'aventure XYZ Braeckman voyage beaucoup, entre autres à New York, où il photographie la vie nocturne et se plonge dans l'ambiance des travestis et du disco. Peu de photos sont publiées de cette époque où l'artiste se cherche encore. Dans ces années d’extrêmes que tout le monde tente d’archiver, dont tous veulent rendre compte, Braeckman passe au contraire à des images presque sacrales, qui rejettent l’anecdote, le sujet de la photo et qui caractérisent son œuvre des vingt dernières années.

## Analyse de son œuvre
La chambre noire est pour Braeckman ce que l’atelier est au peintre, la peinture reste d’ailleurs toujours sa plus grande influence. En manipulant les négatifs de ses photos il y ajoute la dimension physique des arts plastiques. Le sujet de la photo a peu d’importance en tant qu’objet ou sujet réel. Braeckman fait des photos qui tiennent sur elles-mêmes, ce n’est plus la simple représentation de la réalité. Il a longtemps travaillé uniquement en analogique, ce n’est que très récemment qu’il  s’est mis à la découverte du numérique.

### Thèmes
Bien qu’ayant débuté en tant que portraitiste, il ne tire, depuis le début des années 1990, plus de photos de personnes fixant l’objectif, tentant ainsi d’enlever le caractère anecdotique de la photo.
Les espaces photographiés par Braeckman sont souvent qualifiés de « non-lieu », des endroits transitoires que l’on trouve dans notre environnement quotidien ; halls  d’aéroport, centres commerciaux, …  Ce sont des pièces vides et anonymes, dans lesquelles l’imagination du spectateur a libre cours. Le même souci de non-intervention dans la perception de l’image explique le fait que ses œuvres ne portent souvent qu'un code de classification et rarement un titre fixateur.

## Expositions solo
Années 1980
- 1985 : Galeria Ken Damy, Milan
- 1988 : Espace photographique contretype, Bruxelles
- 1989 : Cultureel Centrum Hasselt, Hasselt
- 1989 : Mois de la Photo, Studio 666, Paris
- 1989 : Maison de la Culture Côtes-des-Neiges, Montréal

Années 1990
- 1990 : Fotogalería Forum, Tarragona Galerie DB-S, Anvers
- 1990 : Travaux récents, Espace photographique contretype, Hôtel Hannon, Bruxelles
- 1991 : Galerie S. & H De Buck, Gand
- 1992 : Fotografien, L.A. Galerie, Frankfurt
- 1992 : La vingtaine de photographies 1987–1992, Galerie Le Réverbère 2, Lyon
- 1993 : Recente werken / travaux récents, Espace photographique contretype, Hôtel Hannon, Bruxelles
- 1993 : Recente werken / travaux récents, Galerie S. & H De Buck, Gand
- 1995 : Tour de Paris, Villeneuve-sur-Lot
- 1995 : Vereniging voor het Museum van Heden¬daagse Kunst, Gand
- 1996 : Œuvres récentes 1992–1996, Galerie Le Réverbère 2, Lyon Dirk Braeckman, Kris Fierens, Galerij Patrick De Brock, Knokke ; Dirk Braeckman et Jörg Czeschla, Espace photographique contretype, Hôtel Hannon, Bruxelles
- 1997 : Kunsthal, Rotterdam Belgium Flanders Museum / International House Osaka, Osaka ‘... pica en Flandes’ Dirk Braeckman, Carlo Mistiaen, Galeria Carlès Poy, Barcelone Centro de Fotografia de la Universidad de Salamanca ; Palacio de Maldonado, Salamanque Sint-Lukasgalerij, Bruxelles
- 1999 : z.Z(t)., Museum Dhondt-Dhaenens, Deurle

Années 2000
- 2000 : Galerie Le Réverbère 2, Lyon, Dirk Braeckman, Marc Trivier, Maison de la Culture de Namur, Namur
- 2001 : z.Z(t). (‘94-’01), Stedelijk Museum voor Actuele Kunst (S.M.A.K.), Gand ; z.Z(t).Volume II, Zeno X Gallery, Anvers
- 2002 : Dirk Braeckman, Marc Trivier, Bernier/Eliades Gallery, Athènes
- 2003 : z.Z(t)., Espace Vox (Centre de diffusion de la photographie), Montréal
- 2004 : Additional Photos, Museum De Pont, Tilburg
- 2005 : Zeno X Storage, Borgerhout, Anvers
- 2007 : Bernier/Eliades Gallery, Athènes
- 2008 : Robert Miller Gallery, New York

Années 2010
- 2010 : Black Sun, Robert Miller Gallery / A White Studio
- 2011 : Dirk Braeckman, Museum M, Louvain ; S.C.E.-A.U.-11, CC Benedengalerie, Courtrai
- 2014 : Dirk Braeckman, Le Bal, Paris